# Arthrex

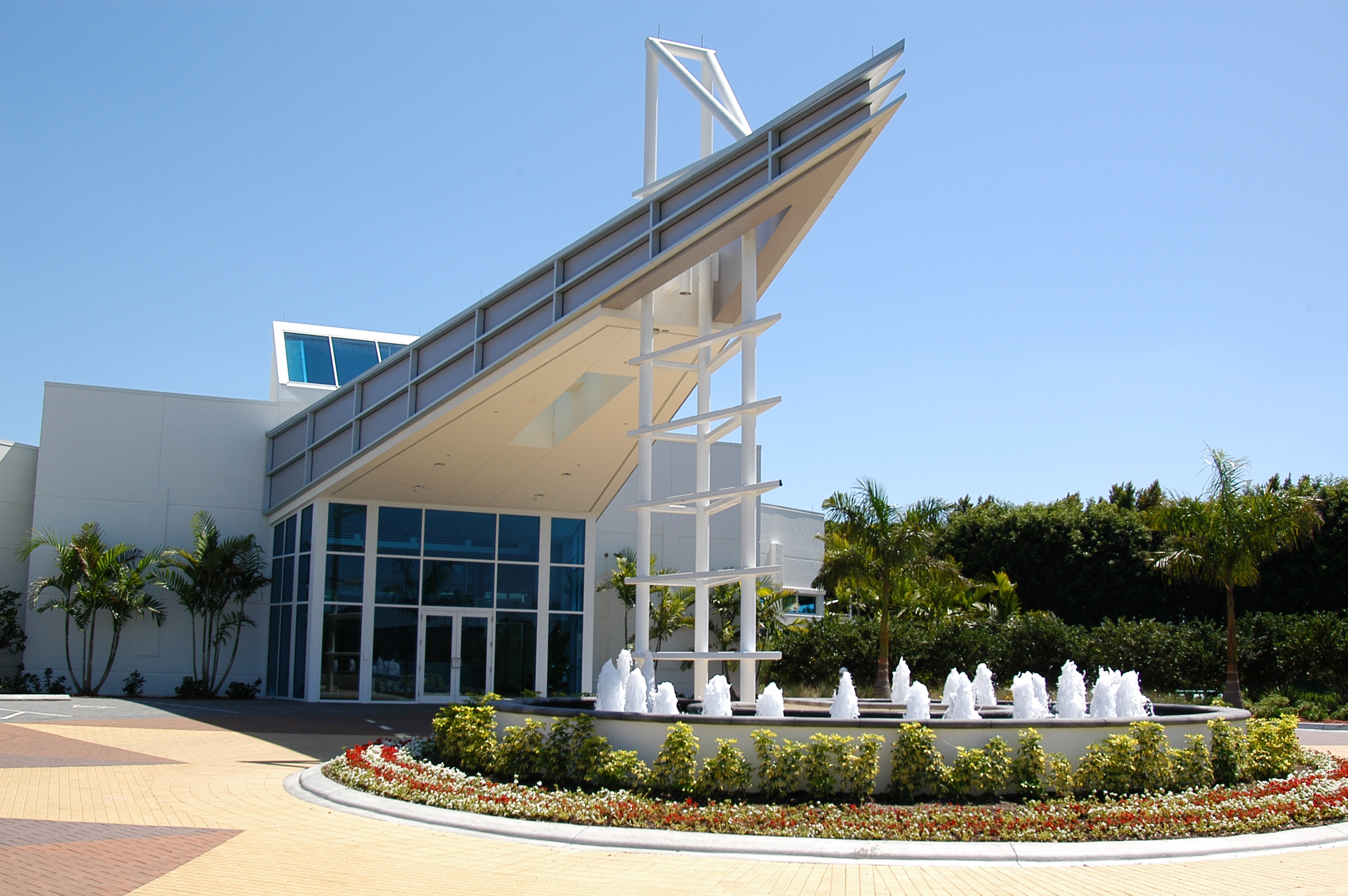
Hauptsitz von Arthrex in Florida

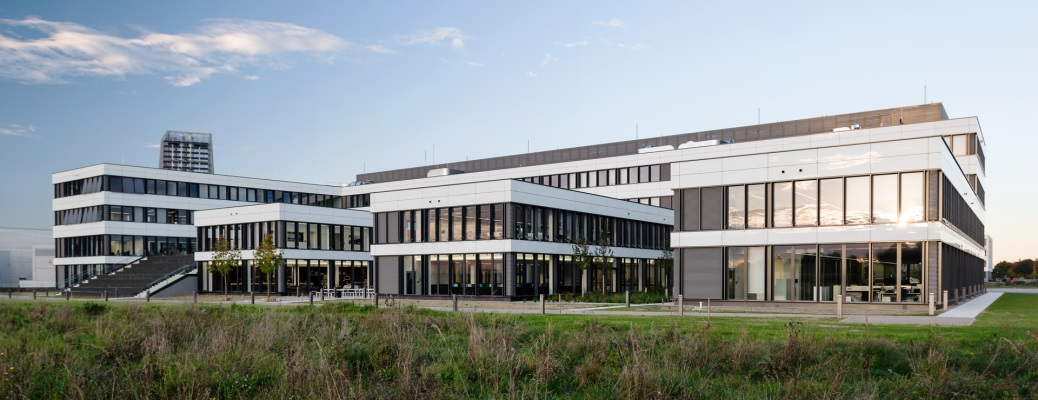
Arthrex GmbH am Standort München

Arthrex, Inc. ist ein US-amerikanisches Medizintechnikunternehmen, welches vom US-Amerikaner Reinhold Schmieding 1981 in München unter dem Namen Arthroscopy Excision Instruments Inc. 
gegründet wurde und seinen Sitz in Naples (Florida) hat. Das privat gehaltene Unternehmen beschäftigte 2022 insgesamt über 6 000 Mitarbeiter in 29 Niederlassungen darunter in Australien, Belgien, China, Dänemark, Deutschland, Dubai, England, Finnland, Frankreich, Italien, Japan, Korea, Kroatien, Mexiko, Neuseeland, Niederlande, Norwegen, Österreich, Polen, Portugal, Russland, Schweiz, Singapur, Spanien und USA.
Die EMEA-Zentrale Arthrex GmbH hat ihren Sitz in München. Weitere deutsche Standorte befinden sich in Odelzhausen nahe München und in Frechen bei Köln.

## Produktportfolio
Arthrex entwickelt, produziert und vermarktet medizintechnische Instrumente und Geräte. Das Leistungsspektrum umfasst mehr als 18 000 Produkte für die Arthroskopie, Rekonstruktionsinstrumentarium und Implantate für die Sportmedizin und Traumatologie, Gelenkprothetik sowie Produkte der Orthobiologie, ästhetischen Medizin sowie für bildgebende Verfahren. Zudem ist Arthrex im Bereich der Veterinärmedizin tätig. Die Produkte werden in über 100 Ländern verkauft. Das Portfolio umfasst zusätzlich noch medizintechnische Lösungen, Dienstleistungen und Lehrgänge
 sowie über 1 700 Patente und Patentanmeldungen weltweit.

## Soziales Engagement
Unter dem Dach von Plan International Deutschland e. V. wurde 2005 die Arthrex Stiftung gegründet. In Zusammenarbeit mit Plan International finanziert die Stiftung regelmäßig Kinderhilfsprojekte. Haupteinsatzgebiete sind Asien und Afrika. Im Rahmen dieser Projekte werden unter anderem Schulen gebaut und ausgestattet, um Kindern den Zugang zur Bildung zu ermöglichen.
Des Weiteren unterstützt Arthrex die Alwin-Jäger-Stiftung, die es sich zum Ziel gesetzt hat, Arthroskopie und minimal-invasive Orthopädie weltweit voranzutreiben. Sie ermöglicht Ärzten und medizinischem Fachpersonal Aus- und Fortbildungsmöglichkeiten, fördert Studien und vermittelt und unterstützt Stipendien.